# Делльвигер-Бах
Делльвигер-Бах (нем. Dellwiger Bach) — река в Германии, протекает по земле Северный Рейн-Вестфалия. Площадь бассейна реки составляет 4,793 км². Длина реки — 3,9 км.
Ручей протекает на западе Дортмунда, его долину окружают городские районы Бёвингхаузен, Лютгендортмунд, Мартен и Вестрих (Дортмунд), к которому административно относится долина. Исторически, к северу от ручья располагались узкие долины ручьёв — притоков Делльвигер-Бах, к югу — смешанный лиственный лес. Из-за деятельности человека некогда однородная местность превратилась в мозаичный набор разных ландшафтов — в долине есть леса, луга, болота и распаханные поля. Современное русло ручья — рукотворное, проложено в 1982—1986 годы в рамках программы по рекультивации земель, первой в своём роде в большом Дортмунде. В верхнем течении ручья располагается охраняемая с 1986 года природная территория долины Делльвигер-Бах (нем. Naturschutzgebiet Dellwiger Bach) площадью 112 га. На её территории гнездятся славка, зелёный дятел, малый пёстрый дятел, неясыть, клинтух, канюк. В ручье и обустроенном в его течении озере обитают различные земноводные, на земле живородящие ящерицы. По берегам ручья произрастают озёрный камыш, рдест, дикие нарциссы и болотные ирисы. Качество воды Делльвигер-Бах, по немецкой шкале, относится к категории II (Stufe II) — умеренно загрязнённая, достаточно чистая для обитания большинства водных организмов.
Ручей и долина названы по имени семьи фон Делльвигов, владевшей окрестными землями с 1197 по 1772 год. Замок фон Делльвигов был разрушен в ходе Тридцатилетней войны; современный «замок на воде» в парке на берегах Делльвигер-бах (нем. Haus Dellwig) — постройка 1658—1690 годов. С 1904 года замком владела компания Gelsenkirchener Bergwerks-AG, с 1978 года — муниципалитет Дортмунда. В одном из флигелей устроен краеведческий музей, но главный усадебный комплекс, занимаемый сельскохозяйственным предприятием, для посещения закрыт.